# Detective Conan: The Scarlet Bullet
Detective Conan: The Scarlet Bullet (名探偵コナン 緋色の弾丸 Meitantei Konan Hiiro no Dangan?) es una película de anime japonesa de 2021 está dirigida por Chika Nagaoka y producida por TMS Entertainment y distribuida en Japón por Tōhō Company, Ltd.. La película se estrenó el 16 de abril de 2021 en Japón.
Originalmente se tenía que estrenar el 17 de abril de 2020, siguiendo el resto de filmes del Detective Conan que se han ido lanzando anualmente cada abril desde 1997 en que se estrenó la primera película. Sin embargo, la pandemia de COVID-19 obligó a aplazarlo y se optó por posponer el estreno para el 2021. La temática se basa en un evento deportivo que recuerda los Juegos Olímpicos de Tokio 2020, donde precisamente se tuvieron que aplazar hasta el 2021 por el mismo motivo. En su estreno la película fue doblada en 5 idiomas; inglés, catalán, coreano, alemán y chino.

## Argumento
Japón se está preparando para conmemorar los Juegos Deportivos Mundiales, los juegos deportivos más importantes del mundo, y los organizará en Tokio. El tren bala hiperlinear, el pináculo de la tecnología avanzada de Japón, comenzará a funcionar coincidiendo con la ceremonia de apertura del WSG(World series games), este tren es capaz de alcanzar velocidades de hasta 1.000 km / h entre la estación Shin-Nagoya y la estación Shibahama de nueva construcción en Tokio. Es entonces donde, en una fiesta llevada a cabo por los organizadores de los juegos, se produce una serie de secuestros de altos cargos implicados en la financiación del evento deportivo. En las sombras, Shuichi Akai espera, observando cómo se desarrolla la crisis, mientras los agentes del FBI esperan sus órdenes. Conan deduce la conexión entre los terribles secuestros relacionados con los WSG celebrados en Boston 15 años antes y los hechos ahora sucedidos en Japón.

## Actores de voz
| Personaje           | Actor de voz original Japón |
| ------------------- | --------------------------- |
| Conan Edogawa       | Minami Takayama             |
| Ran Mōri            | Wakana Yamazaki             |
| Kogorō Mōri         | Rikiya Koyama               |
| Shinichi Kudō       | Kappei Yamaguchi            |
| Hiroshi Agasa       | Kenichi Ogata               |
| Ai Haibara          | Megumi Hayashibara          |
| Ayumi Yoshida       | Yukiko Iwai                 |
| Mitsuhiko Tsuburaya | Ikue Ōtani                  |
| Genta Kojima        | Wataru Takagi               |
| Shuichi Akai        | Shūichi Ikeda               |
| Subaru Okiya        | Ryōtarō Okiayu              |
| Masumi Sera         | Noriko Hidaka               |
| Shukichi Haneda     | Toshiyuki Morikawa          |
| Mary Sera           | Atsuko Tanaka               |
| Yumi Miyamoto       | Yu Sugimoto                 |
| Ellie Ishioka       | Minami Hamabe               |

## Recepción
En Japón fue el mejor estreno de un filme de la serie de El detective Conan en los 25 años de historia de la franquicia, con 1.533.054 entradas vendidas el primer fin de semana.